# Complexo sensomotor trigeminal
O complexo sensomotor trigeminal é um grupo de neurônios localizado no tronco encefálico responsável pelo controle central da mastigação.

## Anatomia
O sistema trigeminal do tronco encefálico pode ser dividido em componentes sensoriais e motores.

### Núcleos sensoriais
Os núcleos sensoriais se estendem desde a protuberância até a região cervical superior da medula espinal, tendo sido subdivididos em três grupos nucleares principais:
- o espinal, o sensorial principal (também chamado o Principal ou de comando sensorial) e o
- mesencefálico

### Núcleo motor
Pelo contrário, o núcleo motor é de tamanho muito menor. As fibras aferentes do trigêmio, cujos corpos celulares se encontram no glânglio semilunar (ou de GASSER), bifurca-se logo ao penetrar no tronco encefálico. Uma parte delas ascende então para terminar no núcleo sensorial principal, enquanto que outra descende, formando o trato descendente espinal, o qual termina no núcleo espinal. Este núcleo esta dividido em três partes:
- o núcleo oral
- o interpolar e o
- caudal.

## Função
Todas as funções sensoriais da face e das cavidades oral e nasal, com exceção do gosto e offato, estão representadas nos núcleos trigeminais sensoriais. 